# St. Stephanus (Kleingladbach)

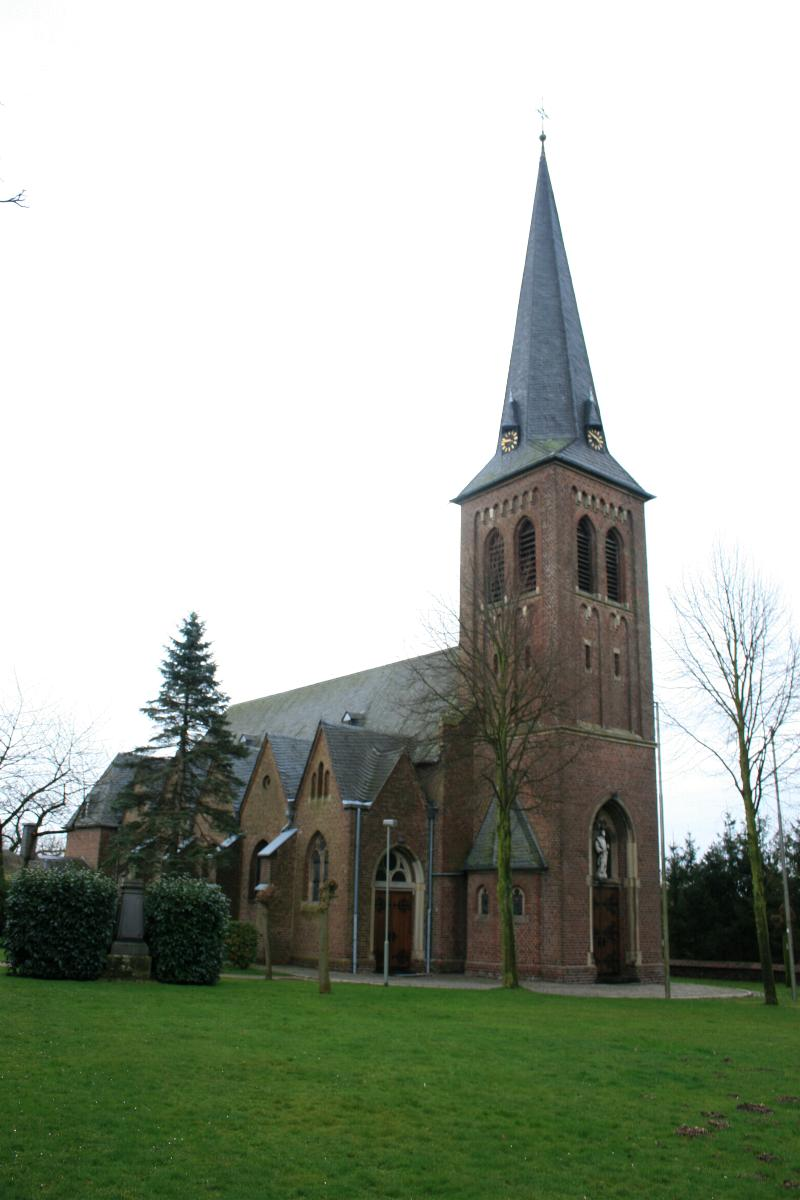
St. Stephanus in Kleingladbach

St. Stephanus ist die römisch-katholische Pfarrkirche des Hückelhovener Stadtteils Kleingladbach im Kreis Heinsberg in Nordrhein-Westfalen.
Die Kirche ist dem des hl. Stephanus unterstellt und unter Nummer 19 in die Liste der Baudenkmäler in Hückelhoven eingetragen.
Zur Pfarre zählen auch der Bergerhof, Brück, Eschenbroich, Horst und die Romersmühle.

## Lage
Das Kirchengebäude befindet sich am Weinbergsweg mitten in Kleingladbach am südlichen Rand des Dorfkerns. Das Gotteshaus ist von Wiesen umgeben und steht erhöht über dem Tal des Gladbachs, der südlich der Kirche vorbeifließt.

## Geschichte
Seit wann genau es in Kleingladbach eine Kirche gibt, ist nicht bekannt. Erstmals erwähnt wird eine Kirche in den Visitationsprotokollen des Herzogs von Jülich aus dem Jahr 1550. Demzufolge war die Kirche eine Kuratkapelle des Wassenberger Landdechanten. Zudem war Kleingladbach schon eigenständige Pfarrei und die Kirche war auch Pfarrkirche des Ortes. Bis 1851 gehörte auch Golkrath als Filiale zur Pfarre, wurde dann aber von Kleingladbach abgetrennt und ebenfalls zur Pfarre erhoben. Houverath war ebenfalls eine Filiale von Kleingladbach und erhielt 1911 vermögensrechtliche Selbstständigkeit, blieb aber formal noch bis 1915 Bestandteil der Pfarre Kleingladbach. Sowohl Golkrath als auch Houverath gehören heute zur Großpfarre Christkönig Erkelenz.
Zwischen 1804 und 1825 gehörte Kleingladbach zum neu gegründeten Bistum Aachen. Zuvor zählte die Pfarre zum Bistum Lüttich und von 1825 bis 1930 zum Erzbistum Köln. Seit 1930 gehört Kleingladbach nun wieder zum Bistum Aachen.

## Baugeschichte
Die Ursprünge der Kirche liegen im Dunkeln. Das heutige Gotteshaus geht auf eine im 15. Jahrhundert erbaute gotische Saalkirche zurück, von der noch der Chor und das heutige Mittelschiff erhalten sind. Im 17. Jahrhundert wurde das Gotteshaus zu klein und die beiden Seitenschiffe angebaut. Ende des 19. Jahrhunderts war die Bevölkerung Kleingladbachs so stark angewachsen, dass eine Erweiterung der Pfarrkirche notwendig wurde. Die Planung zur Erweiterung lag in Händen des Neusser Regierungsbaumeisters Julius Busch. Der mittelalterliche Turm wurde abgebrochen und das Langhaus nach Westen hin um ein fünftes Joch verlängert und ein neuer Glockenturm erbaut. 1902 waren die Bauarbeiten abgeschlossen.
Aufgrund von Bergschäden musste die Kirche wegen Einsturzgefahr 1972 geschlossen werden. Nach einer umfassenden Sicherung konnte die Pfarrkirche ab November 1973 wieder genutzt werden. 1984 erhielt das Bauwerk eine neue Sakristei nach Plänen von Heinrich Lennartz und 1989 wurde bei der Renovierung des Innenraums die historische Malerei aus dem 19. Jahrhundert zum Teil freigelegt.

## Baubeschreibung
St. Stephanus ist eine dreischiffige und fünfjochige gotisch-barocke Hallenkirche mit einem fünfseitig geschlossenem Chor im Osten und einem fünfgeschossigen neugotischen Turm mit achtseitiger Haube im Westen. Der Innenraum wird von Kreuzrippengewölben überwölbt.

## Ausstattung
Im Innenraum befinden sich ein neugotischer Hochaltar im Chor aus der Mitte des 19. Jahrhunderts und in den Seitenschiffen zwei neugotische Seitenaltäre aus dem Jahr 1848. Der Zelebrationsaltar wurde aus der alten Kommunionbank aus dem 19. Jahrhundert zusammengesetzt. Die bunt bemalten Heiligenfiguren stammen aus gleicher Zeit. Der Taufstein ist eine Barockarbeit aus dem Jahr 1763. Die 14 Kreuzwegstationen stammen aus der Mitte des 19. Jahrhunderts. Aufgrund des Zeitgeschmacks wurden sie 1953 entfernt und durch einen modernen Kreuzweg des Künstlers Peter Haak ersetzt. Die alten Stationen wurden an eine Gemeinde in der Eifel verschenkt. Seit 1994 befinden sich die alten Kreuzwegstationen wieder in der Pfarrkirche, die modernen wurden entfernt. Sehenswert ist auch die in Teilen erhaltene und 1989 nach Befund ergänzte Malerei des 19. Jahrhunderts.
Das Gotteshaus verfügt nur über eine elektronische Orgel. Die Buntglasfenster entwarf Wilhelm de Graaff in den 1950er Jahren.

## Glocken
| Nr. | Name      | Gussjahr | Gießer                                                            | Durchmesser (mm) | Gewicht (kg, ca.) | Schlagton (HT-1/16) |
| --- | --------- | -------- | ----------------------------------------------------------------- | ---------------- | ----------------- | ------------------- |
| 1   | -         | 1958     | Josef Feldmann und Georg Marschell, Feldmann & Marschel, Münster  | 1320             | 1450              | es' -6              |
| 2   | -         | 1952     | Josef Feldmann und Georg Marschel, Feldmann und Marschel, Münster | 1150             | 1000              | f' -1               |
| 3   | Stephanus | 1474     | Jakob und Jan Klockengieter                                       | 1020             | 700               | as' -5              |
| 4   | -         | 1932     | Werner Hüesker, Petit & Gebr. Edelbrock, Gescher                  | 830              | 320               | b' +1               |

Motiv: „Christ ist erstanden“

## Pfarrer
Folgende Priester waren bislang Pfarrer der Pfarrgemeinde St. Stephanus:
- 1909–1942: Josef Rings
- 1942–1969: Bernhard Maßfeller
- 1969–1978: Peter Gerards
- 1978–1986: August Hennekam
- 1986–1991: Anton Heffels
- 1991–2013: Klaus Jansen
- 2013–2014: Gottfried Maria Graaff (Pfarradministrator)
- 2014–2016: Winfried Müller (Pfarradministrator)
- 2016–2018: Georg Kaufmann
- Seit 2019: P. Anton Steinberger OSFS